# Highland (Wisconsin)
Highland – wieś w Stanach Zjednoczonych, w stanie Wisconsin, w hrabstwie Iowa.